# Horst Viedt
Horst Gustav Hans Friedrich Viedt (ur. 7 listopada 1921 w Geestemünde, zm. 6 maja 1945 we Wrocławiu) – niemiecki antyfaszysta, dezerter z Wehrmachtu do Armii Czerwonej, działacz Komitetu Narodowego Wolne Niemcy, zginął w czasie akcji dywersyjnej przeciwko wojskom niemieckim podczas oblężenia Festung Breslau.

## Życiorys
Był synem zawodowego oficera. W 1941 trafił na front wschodni tuż po promocji oficerskiej, do piechoty. Według relacji dr. Karla Koestlera, Viedt, wychowany w tradycyjnym poczuciu poszanowania prawa i moralności, był oburzony zbrodniami hitlerowskimi na ludności cywilnej. Po otrzymaniu rozkazu o pacyfikacji rosyjskiej wsi uchylił się od niego i przeszedł przy pierwszej okazji linię frontu na stronę rosyjską. W radzieckim obozie jenieckim związał się z niemieckimi antyfaszystami, zrzeszonymi w Komitecie Narodowym Wolne Niemcy, ukończył szkołę marksizmu-leninizmu zorganizowaną przez Komitet i w latach 1943–1944 uczestniczył w pracy propagandowej na froncie, podważającej morale wojsk hitlerowskich, zaś na początku 1945 objął dowództwo ww. grupy niemieckich antynazistów.

### Akcja wFestung Breslau
Grupa dywersyjna, podzielona na 3 plutony, przechodziła przeszkolenie w Rudniku nad Sanem, skąd w połowie kwietnia 1945 została przerzucona do Krakowa, a następnie 3 maja przybyła do Wrocławia i została zakwaterowana na Żernikach. Dowódcą grupy był Leutnant (lejtnant) Horst Viedt, zastępcą dowódcy – Schneider, komisarzem – Hackenhausen, dowódcą 1. plutonu – Pils, 2. plutonu – Felten, 3. plutonu – Stiegelmeier; dowódcami drużyn byli: Schleuse, Anstett, Herf, Klittich, Palm i Köstler.
W nocy z 5 na 6 maja (ostatnia noc bitwy o Wrocław) niemieccy antynaziści, podzieleni na trzy grupy, mieli przedostać się przez linię frontu, ześrodkować w rejonie obecnego Placu Solidarności (zachodni odcinek twierdzy) i uderzając od tyłu dokonać wyłomu w liniach niemieckich. Zadanie to zostało wykonane jedynie częściowo. Udało się wprawdzie przedrzeć przez linię frontu, nie doszło jednak do połączenia wszystkich trzech grup i uderzenia od tyłu na pozycje niemieckie. Nad ranem, prawdopodobnie w związku z perspektywą rychłej kapitulacji Wermachtu, nadszedł rozkaz powrotu do wojsk własnych.
Rezultatem nocnej akcji było wzięcie kilkunastu jeńców oraz kilku zabitych i rannych żołnierzy niemieckich. Grupa bojowa Komitetu Narodowego „Wolne Niemcy” straciła dwóch zabitych: dowódcę oddziału – Horsta Viedta i Josefa Wagnera oraz 7–8 rannych. Kilkunastu żołnierzy straciła również wspierająca niemieckich antyfaszystów kompania radziecka.
Viedt i Wagner (jako jedyni Niemcy) są pochowani na Cmentarzu Oficerów Radzieckich we Wrocławiu.
Postać Horst Viedta została upamiętniona w kilku miejscach w byłej NRD. Już w roku 1945 nazwano jego imieniem i nazwiskiem ulicę w Radebeul koło Drezna, przy czym z nieprawidłową pisownią nazwiska – Horst-Vieth-Straße, korekty nazwy tej ulicy dokonano dopiero w roku 2010. W roku 1973 Viedt został patronem szkoły średniej w Berlinie-Lichtenbergu, jednak po zjednoczeniu Niemiec w roku 1990 i zmianie profilu szkoły jej nazwa została zmieniona. Imię Horsta Viedta nosiły też koszary 5. Batalionu Obrony Chemicznej Nationale Volksarmee w Pasewalku.